# موهيغان صن
موهيغان صن (بالإنجليزية: Mohegan Sun)‏ هو كازينو أمريكي تملكه وتديره موهيغان ترايب على مساحة 240 فدانًا (97 هكتارًا) من محمية، على طول ضفاف نهر التايمز في أونكاسفيل، كونيتيكت.